# Percy Sladen
Walter Percy Sladen, född 30 juni 1849 i Halifax, död 11 juni 1900, var en engelsk zoolog som var specialiserad på Sjöstjärnor . 
Efter Sladens död donerade hans hustru deras stora privata samling av tagghudingar till Royal Albert Memorial Museum i Exeter. Hon satte också upp "The Percy Sladen Memorial Trust" för att stödja vetenskaplig forskning, som idag administreras av Linnésällskapet i London.